# Бабаєв Муталіб Зейнал огли
Муталіб Зейнал огли Бабаєв (24 червня 1911, місто Баку, тепер Азербайджан — ?) — радянський діяч, 1-й секретар ЦК ЛКСМ Азербайджану, уповноважений ВЦРПС по Азербайджанській РСР. Депутат Верховної Ради СРСР 2-го скликання.

## Життєпис
Народився в родині робітника-нафтовика міста Баку. У 1929 році закінчив середню школу в Баку та поступив до Азербайджанського сільськогосподарського інституту за направленням комсомолу.
У 1929—1933 роках — студент Азербайджанського сільськогосподарського інституту. 
Член ВКП(б).
У 1933—1940 роках — інструктор, завідувач відділу ЦК ЛКСМ Азербайджану, 1-й секретар Ворошиловського районного комітету ЛКСМ Азербайджану міста Баку
У 1940—1945 роках — 1-й секретар ЦК ЛКСМ Азербайджану.
На 1945—1946 роки — уповноважений Всесоюзної центральної ради професійних спілок (ВЦРПС) по Азербайджанській РСР.
На 1970—1971 роки — начальник Архівного управління при Раді міністрів Азербайджанської РСР.
Подальша доля невідома.

## Звання
- капітан

## Нагороди
- орден «Знак Пошани» (6.02.1942)
- орден Червоної Зірки (31.03.1945)
- медаль «За оборону Кавказу»
- медаль «За доблесну працю у Великій Вітчизняній війні 1941—1945 рр.» (1945)
- Почесна грамота Президії Верховної ради Азербайджанської РСР (1971)